# Одая-Манолаке
Одая-Манолаке (рум. Odaia Manolache) — село у повіті Галац в Румунії. Входить до складу комуни Винеторі.
Село розташоване на відстані 193 км на північний схід від Бухареста, 14 км на північ від Галаца.

## Населення
За даними перепису населення 2002 року у селі проживали 1590 осіб, усі — румуни. Усі жителі села рідною мовою назвали румунську.